# دارکوب کاکل‌زرشکی
دارکوب کاکل‌زرشکی (نام علمی: Campephilus melanoleucos) یک دارکوب بسیار بزرگ و یک پرنده ساکن جنوب پاناما تا مناطق مرزی شمال آرژانتین و در ترینیداد است.
دارکوب کاکل‌زرشکی ۳۳–۳۸ سانتیمتر (۱۳–۱۵ اینچ) طول دارد و وزن آن ۱۸۰–۲۸۵ گرم (۶٫۳–۱۰٫۱ اونس) است. این یکی از بزرگترین دارکوب‌ها در دامنه پراکنش خود است، اگرچه دارکوب نیرومند در ارتفاع بالاتر تقریباً به همان اندازه است.

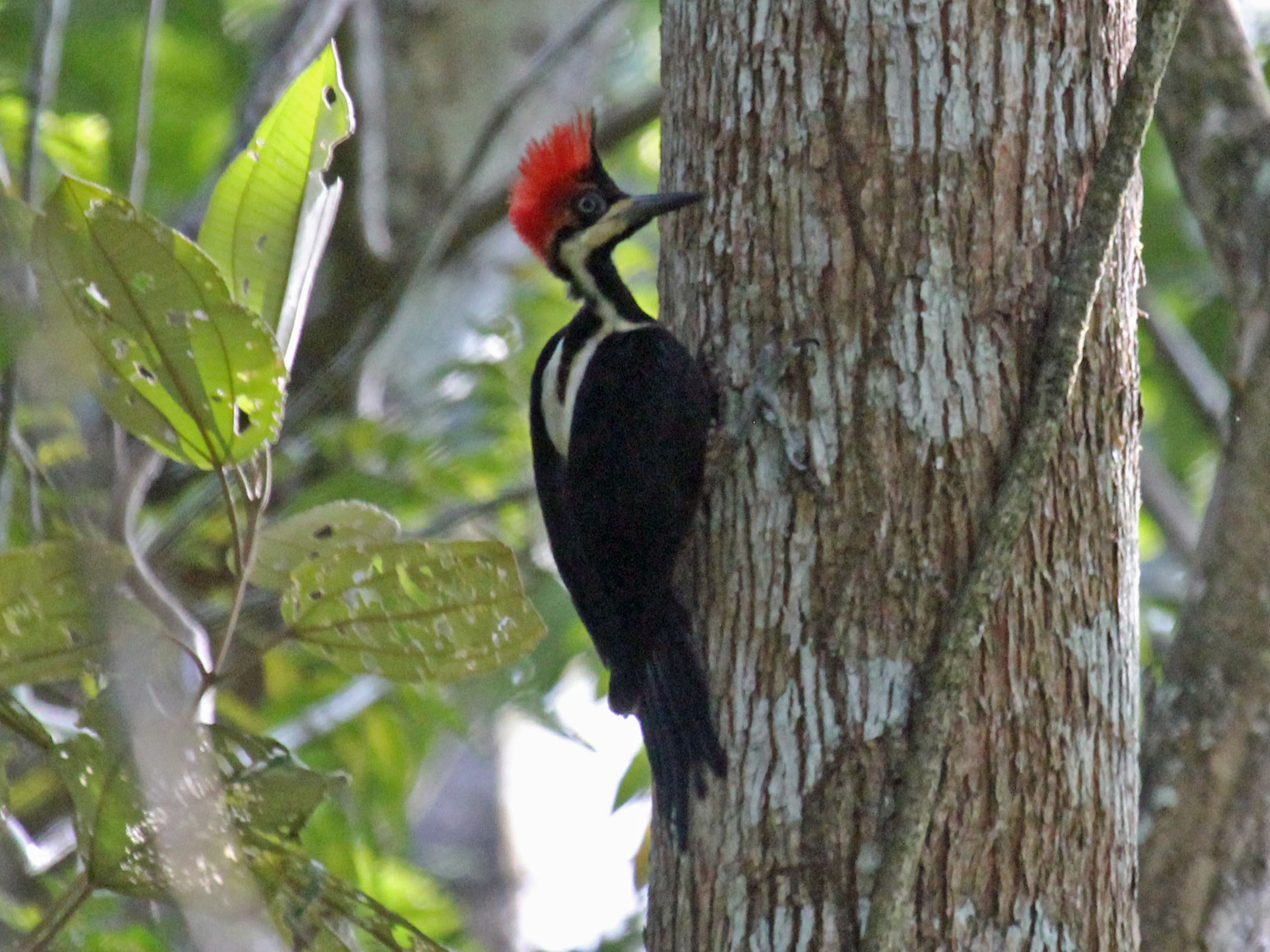
ماده